# Vegagerðin
Vegagerðin (wörtlich Wegebau, Straßenbau) ist die isländische Straßenverwaltung. Ihr Sitz ist seit 2021 in Garðabær. Auf Englisch tritt sie als Icelandic Road and Coastal Administration (IRCA) auf. Die Behörde ist für die Planung, den Bau, Unterhalt und Betrieb des Straßensystems in Island verantwortlich. Fährverbindungen in Island werden von verschiedenen Gesellschaften im Auftrag von Vegagerðin betrieben. Vegagerðin ist dem isländischen Infrastrukturministerium (bis November 2021: Ministerium für Verkehr und Kommunen) unterstellt.

## Geschichte
Die Anfänge der heutigen Behörde Vegagerðin lassen sich bis auf das Jahr 1893 zurückführen, als das Amt eines „Nationalingenieurs“ geschaffen wurde. Dieses Amt wurde 1918 in die Positionen eines Straßen- und eines Leuchtturmverwalters aufgeteilt. Der Straßenverwalter war der Vorgänger der Behörde Vegagerð ríkisins, die später in Vegagerðin umbenannt wurde. 2013 wurde ein Großteil der damaligen Behörde mit einem Teil der isländischen Schifffahrtsverwaltung zusammengelegt. Ende 2019 arbeiteten 346 Personen bei Vegagerðin, davon 274 Männer (79 %) und 72 Frauen (21 %).
Bis 2021 befand sich der Hauptsitz von Vegagerðin in Reykjavík mit weiteren Standorten in Kópavogur und Hafnarfjörður. Mit der Eröffnung eines neuen Hauptsitzes in Garðabær im Hauptstadtgebiet im August 2021 wurden alle administrativen Aktivitäten an diesem Standort zusammengelegt.